# Chernikovite
La chernikovite (in russo: Черниковит, simbolo IMA Ckv) è un minerale molto raro del gruppo della meta-autunite appartenente alla classe dei "fosfati, arseniati e vanadati" con composizione chimica (H3O)2[UO2|PO4]2·6(H2O) e quindi, da un punto di vista chimico, un fosfato di idronio-uranile contenente acqua.

## Etimologia e storia
Il composto prodotto sinteticamente era già noto come "idrogeno-autinite" ed è stato descritto nel 1955. La formula molecolare è la stessa del minerale scoperto successivamente, ma la composizione chimica è stata pubblicata nella notazione HUO2PO4 • 4H2O (uranil-idrogeno-fosfato-tetraidrato).
Il composto è stato scoperto per la prima volta in natura nel 1952 da G.S. Gritsaenko nella zona di ossidazione del deposito di uranio "Karakat" a circa 60 km a nord-ovest di Khujand nelle montagne Karamazar (provincia di Suƣd) in Tagikistan. Il minerale è stato descritto per la prima volta nel 1958 da Andrei Andreevich Chernikov (in russo: Андрей Андреевич Черников; 1927-2013), ma ancora con il nome di "idrogeno-autunite". Le piccole quantità di minerale non erano sufficienti per eseguire più della misurazione degli indici di rifrazione, della determinazione dei componenti principali mediante analisi spettroscopica e della determinazione dello spettro di fluorescenza.
Il minerale è stato chiamato così nel 1988 su suggerimento di Daniel Atencio in onore di Chernov, ma nella trascrizione inglese Chernikov come Chernikovite.
Il campione tipo del minerale si trova presso l'Accademia russa delle scienze nel Museo Mineralogico "Alexander Fersman" di Mosca, in Russia con il numero di catalogo 88655. Tutti i dati si basano su studi su materiali sintetici.

## Classificazione
Poiché la chernikovite è stata riconosciuta come minerale indipendente solo nel 1988, non è elencata nell'ottava edizione della sistematica dei minerali secondo Strunz, che è obsoleta dal 1977.
Solo nella Sistematica dei lapis (Lapis-Systematik) di Stefan Weiß, che si basa ancora su questa vecchia edizione di Strunz per considerazione verso collezionisti privati e delle collezioni istituzionali, al minerale è stato assegnato il sistema e al minerale n. VII/E.02-170. In questa Sistematica ciò corrisponde alla classe di "fosfati, arseniati e vanadati" e quindi al dipartimento "Uranile fosfati/arseniati e uranile vanadati con [UO2]2+–[PO4]/[AsO4]3− e [UO2]2+–[V2O8]6−, con isotipi vanadati (serie della sincosite)", dove la chernikovite insieme ad abernathyite, bassetite, lehnerite, meta-ankoleite, meta-autunite, metaheinrichite, metakahlerite, metakirchheimerite, metalodèvite, metanatroautunite, metanováčekite, metarauchite, metasaléeite, metatorbernite, metauranocircite, metauranospinite, metazeunerite, natrouranospinite, ulrichite, uramarsite e uramphite, così come la pseudo-autunite (ormai non più riconosciuta dall'IMA), forma il "gruppo della meta-autunite".
La nona edizione della sistematica dei minerali di Strunz, che è stata aggiornata l'ultima volta dall'Associazione Mineralogica Internazionale (IMA) nel 2009, classifica la chernikovite nella classe "8. Fosfati, arsenati, vanadati" e da lì alla sottoclasse "8.E Fosfati e arsenati di uranile"; questa è ulteriormente suddivisa in base al rapporto quantità di sostanza tra il complesso uranilico e il complesso fosfato, arseniato o vanadato, in modo che il minerale possa essere trovato nella suddivisione "8.EB UO2:RO4 = 1:1" in base alla sua composizione, dove forma il sistema nº 8.EB.15 insieme ad abernathyite, meta-ankoleite, natrouranospinite, trögerite, uramarsite e uramphite.
Anche la sistematica dei minerali secondo Dana, che viene utilizzata principalmente nel mondo anglosassone, classifica la chernikovite nella classe dei "fosfati, arseniati e vanadati" e lì nella sottoclasse dei "fosfati idrati, ecc." Qui è l'unico membro del gruppo senza nome 40.02a.19 all'interno della suddivisione "fosfati acquosi ecc., con A2+(B2+)2(XO4) • x(H2O), con (UO2)2+".

## Abito cristallino
La chernikovite cristallizza nel sistema tetragonale nel gruppo spaziale P4/nmm (gruppo nº 129) con i parametri del reticolo a = 7,02 Å e c = 9,05 Å così come con una formula unità per unità di cella.

## Proprietà
A causa del suo contenuto di uranio fino al 54,34%, il minerale è molto radioattivo. Tenendo conto delle serie di decadimento naturale o dei prodotti di decadimento esistenti, l'attività specifica è data come 97,26 kBq/g (per confronto, il potassio naturale ha attività specifica di 31,2 Bq/g). Sotto la luce ultravioletta diventa fluorescente di colore giallo-verde intenso.

## Origine e giacitura
La chernikovite si forma sul quarzo nelle fessure della sienite, sul legno pietrificato (nei campioni rinvenuti a Karakat, Tagikistan) e nei graniti tormalinici e nelle pegmatiti granitiche (nei campioni trovati in Brasile). A seconda del luogo in cui è stato trovato, è associato ad autunite, meta-autunite, uranofane, fosfuranilite, torbernite o metatorbernite, haiweeite e "opale di uranio".
Si conosce solo un piccolo numero di siti per la chernikovite. Oltre alla località tipo, il deposito di uranio di Karakat a 50 km a nord-est della città di Khujand nelle montagne Karamazar in Tagikistan, è stata trovata nella sottoprefettura del Perù, 25 km a nord di San Paolo, in Brasile, vicino a San Giacomo Vercellese (Piemonte, Italia), vicino a Chãs de Tavares, vicino a Mangualde (Distretto di Viseu, in Portogallo), nel deposito di uranio di Khiagda nella Siberia orientale, in Russia, nel distretto di Laguna (New Mexico) e a Mayfield, nella contea di Fulton (Stato di New York, Stati Uniti). In Germania, è stata trovata in Sassonia nella "cava Rockelmann" vicino a Schwarzenberg (circondario dei Monti Metalliferi), in Turingia vicino a Ronneburg e in Baviera vicino a Mähringen e Hagendorf.

## Forma in cui si presenta in natura
La chernikovite sviluppa cristalli dal giallo chiaro al verde lime, a pannelli sottili, con una lucentezza simile al vetro sulle superfici.